# Jan Carel van Eyck

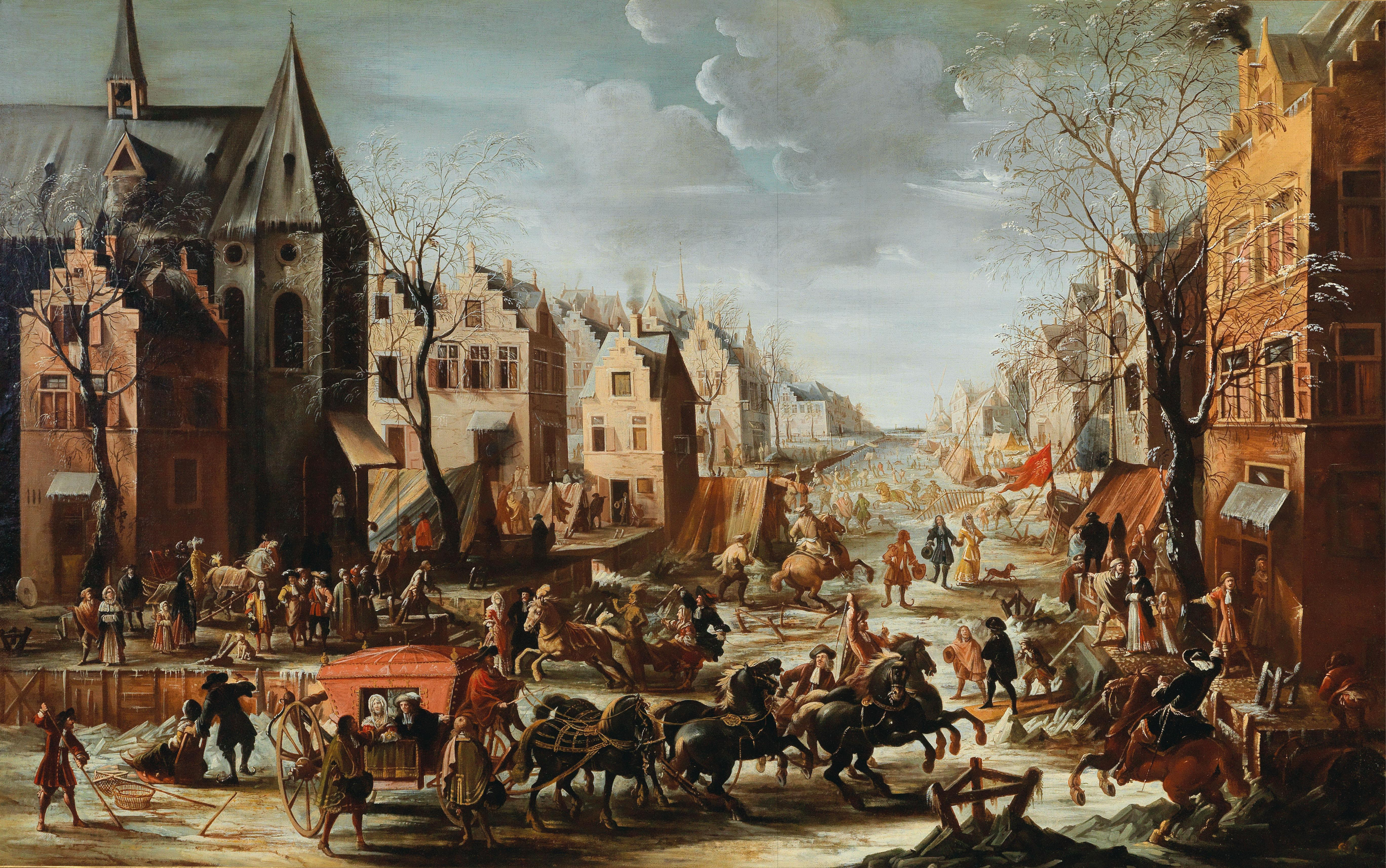
Paysage urbain en hiver avec attelages.

Jan Carel van Eyck ou Jan Karel van Eyck , né vers 1649 à Anvers et mort entre 1686 et 1706, est un peintre flamand actif à Anvers et en Italie dans la seconde moitié du XVIIe siècle. Il est connu pour ses paysages de villages, des paysages urbains et des scènes de genre. Il est également mentionné comme peintre de portraits et de scènes bibliques. 

## Biographie

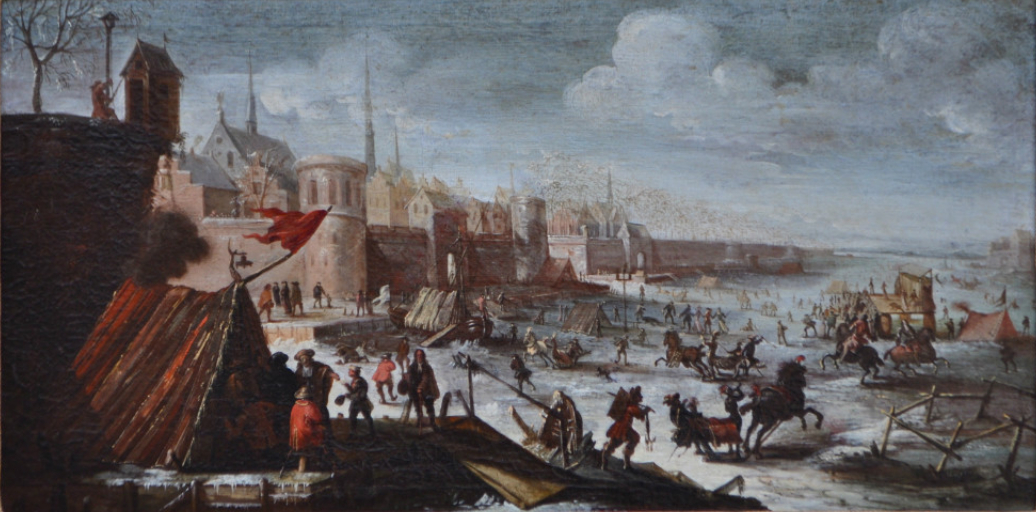
Paysage urbain flamand avec rivière gelée animée.

Jan Carel van Eyck est né à Anvers, fils du peintre Jan Carel van Eyck et de Dymphna Heyman. Il est baptisé le 12 mai 1649. Il a un autre frère appelé Nicolaas qui devient aussi peintre mais dont on ne connaît aucune œuvre. Son oncle Gaspar était peintre marin. La famille de Jan Carel est aisée et vit sur le Meir à Anvers. Son père devient capitaine d'un schutterij local en 1658. Il est enregistré à la Guilde d'Anvers de Saint Luc comme élève du peintre d'histoire Jean-Érasme Quellin chez lequel il commence à étudier en 1669.     
Il voyage en Italie et sa présence est attestée à Rome en 1677. Sur un paysage d'hiver noté en 1907, la signature se lit « Roma », preuve supplémentaire qu'il réside à Rome.  

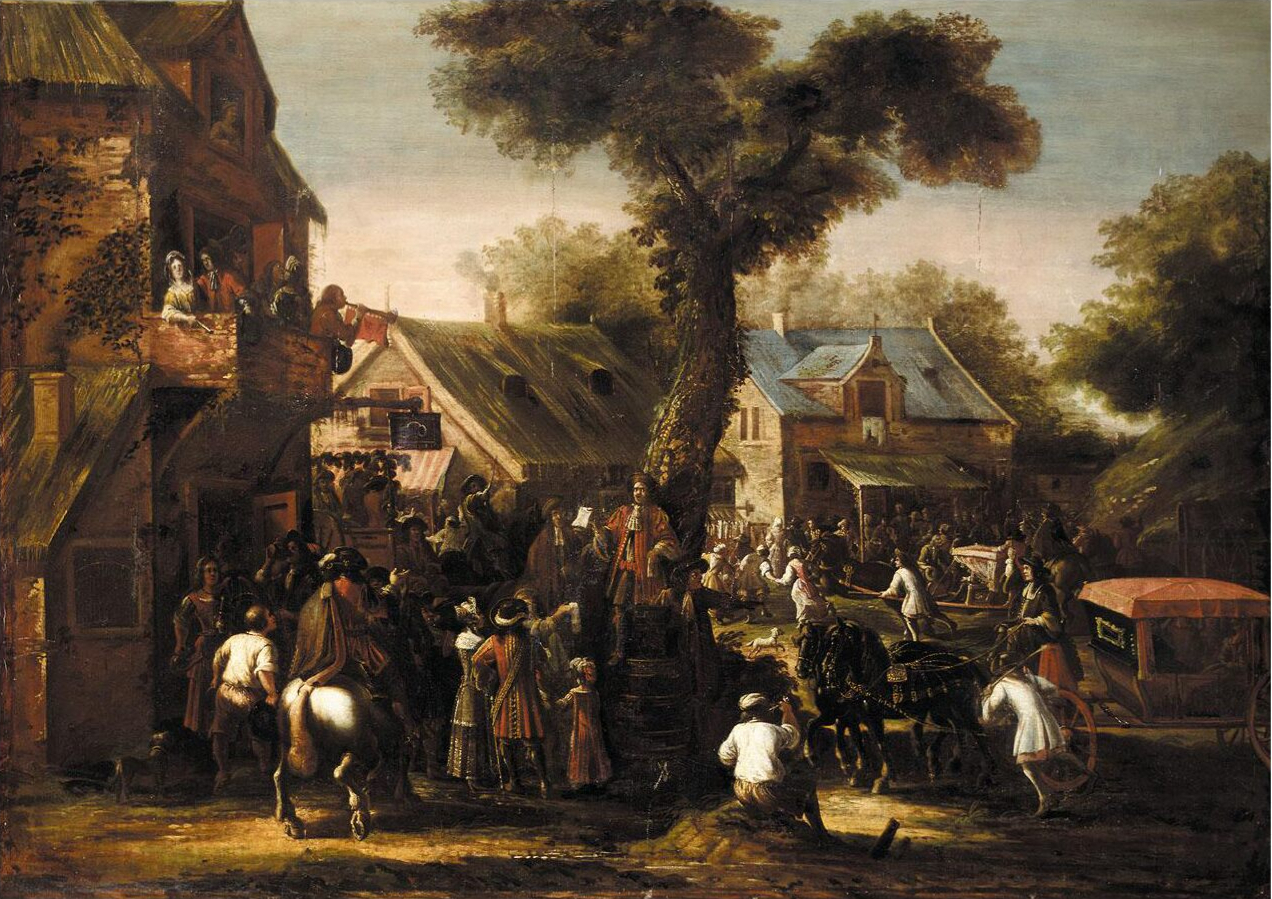
Scène de village bondé avec un messager lisant une proclamation.

Sa trace se perd en Italie et on pense qu'il n'est jamais revenu à Anvers. On ne sait pas quand ni où il est mort. Cela doit avoir été après 1686 (peinture de cette année connue) ou 1692 (peinture de cette année mentionnée, mais il n'y a pas de trace claire pour cela). Ses droits de décès n'ont jamais été payés à la Guilde d'Anvers. 
Jan Carel van Eyck est connu pour ses paysages avec villages et paysages urbains, et ses scènes de genre. Il est également mentionné comme peintre de portraits et de scènes bibliques
.